# Dracon
Die Dracon-Rennstrecke (bulgarisch: Писта „Дракон“)  ist eine permanente  Motorsportanlage in der Nähe des Dorfes  Kalojanowo in Zentralbulgarien.

## Geschichte

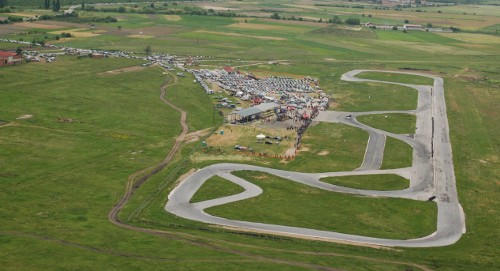
Luftbild der Dracon-Strecke

Im März 2005 kaufte der bulgarische Autoteilehändler Dragon Ltd (Дракон ООД) den ehemaligen, 165 Hektar großen Agrarflugplatz und errichtete dort eine Test-, Trackday- und Motorsport-Rennstrecke mit einer Länge von rund 1700 Metern. Ein Ausbau auf 2600 Meter ist geplant. Die Strecke ist vom bulgarischen Automobilsportverband lizenziert.
Auf der Dracon-Strecke finden jährlich die nationalen Tourenwagen-Meisterschaften statt. Die Start- und Zielgerade mit einer Länge von rund 580 Metern wird auch für Drag-Racing-Veranstaltungen  (Viertelmeile) verwendet. Die Anlage wird auf Grund der zentralen Lage in Bulgarien auch als Ausstellungsgelände für Messen und für Motorrad- und Automobiltrainingstage genutzt.